# 12928 Nicolapozio
12928 Nicolapozio (1999 SV9) là một tiểu hành tinh vành đai chính được phát hiện ngày 30 tháng 9 năm 1999 bởi A. Boattini và G. Forti ở San Marcello Pistoiese.